# ناحیه خودگردان آگین-بوریات
ناحیه خودگردان آگین-بوریات (به روسی: Агинский Бурятский автономный округ) یک ناحیه خودگردان واقع در جنوب روسیه بود. با تغییرات ایجاد شده در تقسیمات کشوری روسیه، این ناحیه از مارس سال ۲۰۰۸ میلادی، به صورت بخشی از سرزمین زابایکالسکی درآمده‌است.
برطبق نتایج سرشماری سال ۲۰۰۲ میلادی، این ناحیه ۱۹٬۶۰۰ کیلومترمربع مساحت و ۷۷٬۱۶۷ تن جمعیت داشته‌است.